# أومسلاج
أومسلاج (بالكرواتية: Omišalj) هي مدينة من مدن كرواتيا. يبلغ عدد سكانها 1,790 نسمة، وذلك حسب إحصائيات سنة 2001. وهي مدينة ساحلية صغيرة تقع في شمال جزيرة كرك.